# میرنا گوپنیک
میرنا گوپنیک (انگلیسی: Myrna Gopnik؛ زادهٔ ۱ ژانویهٔ ۱۹۳۵) انسان‌شناس، زبان‌شناس، و روان‌شناس اهل کانادا است. او به دلیل پژوهش هایش در مورد خانواده کی ای شناخته شده است.